# Jacob Axel Josephson
Jacob Axel Josephson (* 27. März 1818 in Stockholm; † 29. März 1880 in Uppsala) war ein schwedischer Komponist. Seine Schwester war die Pianistin Mina Schück.
Josephson studierte ab 1835 in Uppsala. 1841 wurde er Musiklehrer an der Kathedralschule. Er setzte seine Ausbildung ab 1844 bei Johann Gottlob Schneider in Dresden und dann bei Moritz Hauptmann und Niels Wilhelm Gade in Leipzig fort. Von 1847 bis 1849 war er Dirigent der Philharmonischen Gesellschaft von Uppsala, ab 1849 Director musices, ab 1853 Leiter des Chores Orphei Drängar und ab 1864 Domorganist. 1867 gründete er den Domchor (Uppsala Domkyrkokör). 
Er komponierte eine Sinfonie (Es-Dur, op. 4, 1846/47), Kantaten und Festmusiken, Chorwerke, Klavierstücke, Duette und Lieder.